# واتون-آن-تیمز
latitudeواتون-آن-تیمزlongitudeواتون-آن-تیمز
واتون-آن-تیمز (به انگلیسی: Walton-on-Thames) یک شهرک در بریتانیا است که در انگلستان واقع شده‌است.

## خصوصیات
واتون-آن-تیمز ۹٫۶۶ کیلومترمربع مساحت و ۲۴٬۱۳۷ نفر جمعیت دارد.